# Peter Schlicker

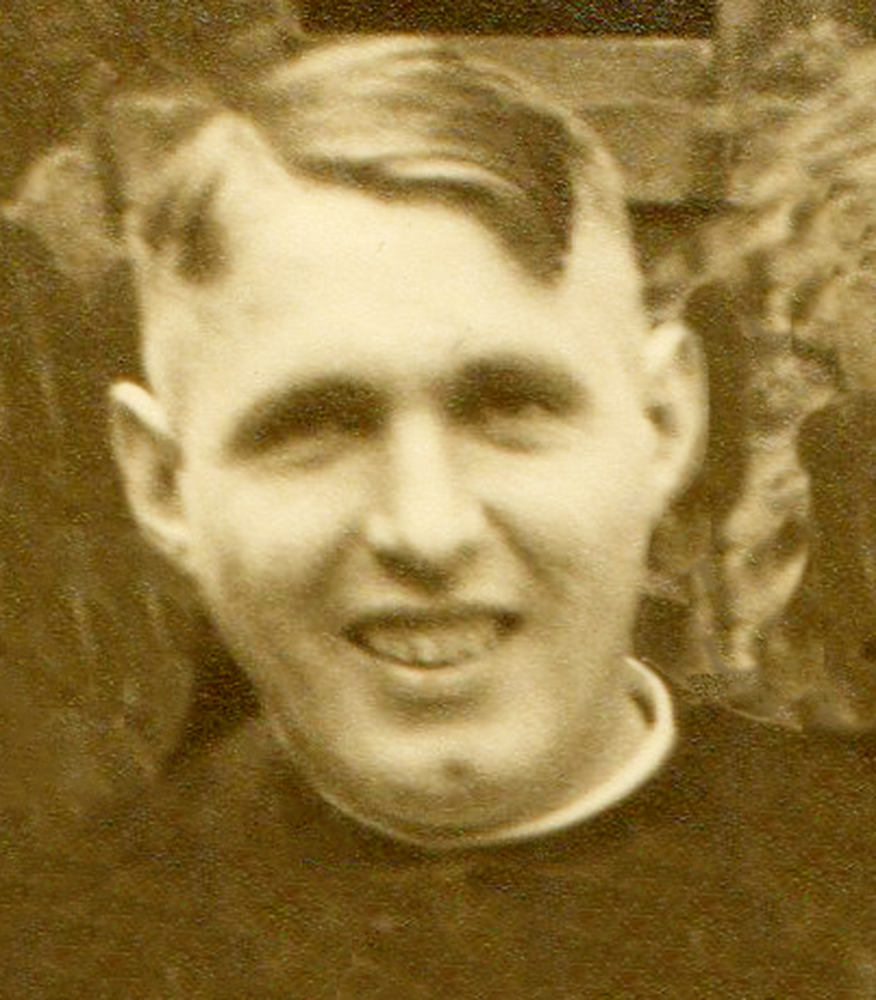
Kaplan Peter Schlicker

Peter Schlicker (* 21. März 1909 in Saarbrücken-Malstatt; † 19. April 1945 in Salzburg) war ein deutscher römisch-katholischer Priester und Verfolgter des NS-Regimes.

## Leben
Peter Schlicker wuchs als Sohn von Anna Schlicker (Geburtsname Gerlach) und Lehrer Johann Schlicker mit 11 Geschwistern auf. Zwei seiner Brüder wurden wie er Priester, eine Schwester wurde Ordensfrau. Nach seiner Priesterweihe am 15. Juli 1933 in Trier war er zunächst zwei Jahre Kaplan an St. Matthias in Neuwied. Der damals bereits als Kritiker des Regimes bekannte junge Mann wurde wegen angeblicher Unsittlichkeit während seines Religionsunterrichts von einer Hilfslehrerin angezeigt. Im NSDAP-Nationalblatt wurde polemisch darüber berichtet, eng im Zusammenhang mit der Kritik des Kaplans am BDM sowie seiner Gegnerschaft zur „Herbeiführung einer einigen deutschen Jugend“. Da u. a. das betroffene Kind selbst bezeugte, dass der Kaplan ihm nur wegen der Kälte vor der versammelten Klasse die Strümpfe hochzog, wurde er freigesprochen. Die Erlaubnis, Religion zu unterrichten, wurde ihm dennoch entzogen. Seit diesem Vorfall führte ihn die Geheime Staatspolizei als „katholischen Aktivist“.
Kaplan Schlicker wurde von der Bischöflichen Behörde am 2. Mai 1936 nach St. Cyriakus in Niedermendig versetzt, um ihn aus dem Fokus der Nationalsozialisten zu nehmen. Der Pfarrer Joseph Bechtel wurde dort sein Vorgesetzter. Am 4. Januar 1937 kam es zu einer Anzeige wegen eines sogenannten Kanzelmissbrauchs: Peter Schlicker hatte sich vor der Predigt am 6. Januar 1937 auf der Kanzel über öffentlich in den „Stürmer-Kästen“ ausgestellte Karikaturen beschwert, die gegen Kirche und Priester polemisierten. Der Gendarmeriehauptwachtmeister von Niedermendig, der die Anzeige selbst eingereicht hatte, schwächte im Verlauf des Verfahrens seine Aussage aber spürbar ab. Bei der abschließenden Verhandlung am 7. Juni 1937 in Köln wurde der Kaplan freigesprochen.
Am 10. Oktober 1940 wurde Peter Schlicker gemeinsam mit Pfarrer Joseph Bechtel angezeigt. „Beeinflussung eines Sterbenden“ lautete der Vorwurf der evangelischen Witwe Charlotte Schmitt aus Niedermendig. Sie stellte die von ihrem verstorbenen Mann gewünschte und genehmigte Rekonziliation infrage. Der Kriegsinvalide Joseph Schmitt aus Niedermendig war mit der evangelischen Frau verheiratet gewesen, was ihn von den Sakramenten ausschloss. Joseph Schmitt wünschte sich jedoch eine katholische Beerdigung und die Erteilung der Sterbesakramente. Er bereute die Verbindung zu seiner evangelischen Frau gegenüber Kaplan Schlicker, dieser erhielt dadurch am 20. September 1939 die oberhirtliche Erlaubnis, Joseph Schmitt am 10. April 1940 katholisch zu bestatten. Die Anzeige der Witwe war für die Gestapo ein willkommener Anlass, gegen die beiden Geistlichen vorzugehen. Pfarrer Josef Bechtel und Kaplan Peter Schlicker wurden von der Gestapo zunächst verhört, am 9. Januar 1941 verhaftet und am 7. Februar in das KZ Dachau verbracht. Auch eine Verurteilung von Charlotte Schmitt 1942 als Ehe-Betrügerin führte nicht zu einer Annullierung der Haft. Rechtsanwaltliche Bemühungen seitens der Bischöflichen Behörde blieben ohne Erfolg. Gnadengesuche der Seiten der Familien blieben jeweils ungehört.
Pfarrer Bechtel starb am 12. August 1942 infolge der schlechten Haftbedingungen. Peter Schlicker, Konzentrationslagernr. 23647, erkrankte 1943 schwer an Flecktyphus, überwand die Krankheit jedoch vorläufig nach 8 Monaten. Außerdem litt er in Gefangenschaft an ausgeprägten beidseitigen Mittelohrentzündungen. Am Gründonnerstag, dem 29. März 1945, wurde Peter Schlicker aufgrund der Bemühungen von Weihbischof Heinrich Wienken aus Berlin zusammen mit 162 anderen katholischen Priestern entlassen. Eine Heimkehr in die Pfarrei Niedermendig war ihm verwehrt. Der Ort war zu dieser Zeit bereits von der US-Armee besetzt. Peter Schlicker wurde jeweils rückwirkend zum 4. April 1945 gleichzeitig zum Kirchenrektor in Ettenberg und zum Kooperator in Schellenberg ernannt, wohl um ihn wirksam vor einem erneuten Zugriff der Nationalsozialisten zu bewahren. Am 8. April erreichte er bereits erkrankt die Pfarrei Schellenberg bei Berchtesgaden, das heutige Marktschellenberg. Die Flecktyphuserkrankung, die er sich in Dachau zugezogen hatte, brach erneut aus. Er starb in Salzburg am 19. April 1945 trotz intensiver Bemühungen der Ärzte im Krankenhaus.
Erst im September 1945 konnte schließlich seine Leiche, die zunächst in Schellenberg beigesetzt worden war, nach Rissenthal im Saarland zur Kirche St. Blasius überführt werden. Sein Bruder Konrad Schlicker war hier zu dieser Zeit Pfarrverwalter. Peter Schlickers Grab befindet sich neben dem Kirchenportal.

## Gedenken
Die Römisch-katholische Kirche in Deutschland hat Kaplan Peter Schlicker als Märtyrer aus der Zeit des Nationalsozialismus in das deutsche Martyrologium des 20. Jahrhunderts aufgenommen.
In Mendig ist die Kaplan-Schlicker-Straße nach ihm benannt. 2005 wurde in Trier ein Stolperstein für ihn verlegt. In der Kirche St. Josef in Saarbrücken-Malstatt ist eine Gedenktafel u. a. mit seinem Namen angebracht.